# Шурдах
Шурдах (на албански: Ishulli i Shurdhahit) е остров в Северна Албания.
Той е най-големият остров на изкуственото езеро Коман и по река Дрин, която протича през водноелектирческата каскада в района Дукагин. От най-северната до най-южната си точка Шурдах е дълъг около 390 метра. Островът има хълм в центъра си и е предимно горист.